# Zita Ajkler
Zita Ajkler (Pásztó, 8 giugno 1975) è un'ex lunghista, triplista e telecronista sportiva ungherese.

## Biografia
Vincitrice di numerose medaglie nazionali nei salti in estensione e nelle prove multiple, si è concentrata principalmente nel salto in lungo debuttando internazionalmente nel 1998. Ha preso parte a due edizioni dei Giochi olimpici. Ha vinto il bronzo nel lungo alle Universiadi del 2003.
Ritiratasi dalle competizioni seniores, ha gareggiato ancora a qualche edizione master nel 2010 e nel 2014. È diventata poi commentatrice sportiva per un'emittente televisiva ungherese.

## Palmarès
| Anno | Manifestazione  | Sede              | Evento         | Risultato | Prestazione | Note |
| ---- | --------------- | ----------------- | -------------- | --------- | ----------- | ---- |
| 1998 | Europei         | Budapest          | Salto in lungo | 6ª        | 6,64 m      |      |
| 1999 | Universiadi     | Palma di Maiorca  | Salto in lungo | 5ª        | 6,46 m      |      |
| 2000 | Europei indoor  | Gand              | Salto in lungo | 12ª (q)   | 6,29 m      |      |
| 2000 | Giochi olimpici | Sydney            | Salto in lungo | 24ª (q)   | 6,36 m      |      |
| 2001 | Universiadi     | Pechino           | Salto in lungo | 4ª        | 6,51 m      |      |
| 2001 | Universiadi     | Pechino           | Salto triplo   | 7ª        | 13,69 m     |      |
| 2002 | Europei indoor  | Vienna            | Salto in lungo | 6ª        | 6,48 m      |      |
| 2002 | Europei         | Monaco di Baviera | Salto in lungo | 16ª (q)   | 6,16 m      |      |
| 2002 | Europei         | Monaco di Baviera | Salto triplo   | 21ª (q)   | 13,34 m     |      |
| 2003 | Universiadi     | Taegu             | Salto in lungo | Bronzo    | 6,38 m      |      |
| 2003 | Universiadi     | Taegu             | Salto triplo   | 6ª        | 13,42 m     |      |
| 2004 | Mondiali indoor | Budapest          | Salto in lungo | 16ª (q)   | 6,44 m      |      |
| 2004 | Giochi olimpici | Atene             | Salto in lungo | 26ª (q)   | 6,39 m      |      |
| 2006 | Europei         | Göteborg          | Salto in lungo | dns       | dns         |      |
| 2006 | Europei         | Göteborg          | Salto triplo   | 23ª (q)   | 12,42 m     |      |